# Tynd linse
En tynd linse er en model for en optisk linse, hvor linsens tykkelse ignoreres. Det er kun lysets vej ind og ud af linsen, der er vigtig. Antagelsen er rimelig, hvis krumningsradierne {\displaystyle R_{1}} og {\displaystyle R_{2}} på hver side af linsen er meget større end tykkelsen {\displaystyle d}. 
| Fysik | Spire Denne artikel om fysik er en spire som bør udbygges. Du er velkommen til at hjælpe Wikipedia ved at udvide den. |